# IPMI
智慧平台管理介面（英語：Intelligent Platform Management Interface）是一種電腦界面規格，提供監視與控制系統中央處理器，韌體（BIOS或UEFI）以及作業系統運作狀態的功能。原本是一種Intel架構的企業系統的週邊設備所採用的一種工業標準。IPMI亦是一個開放的免費標準，使用者無需支付額外的費用即可使用此標準。
IPMI 能夠橫跨不同的作業系統、韌體和硬體平台，可以智慧型的監視、控制和自動回報大量伺服器的運作狀況，以降低伺服器系統成本。

## 發展歷史
1998年Intel、DELL、HP及NEC共同提出IPMI規格，可以透過網路遠端控制溫度、電壓。
2001年IPMI從1.0版改版至1.5版，新增 PCI Management Bus等功能。
2004年Intel發表了IPMI 2.0的規格，能夠向下相容IPMI 1.0及1.5的規格。新增了Console Redirection，並可以通過Port、Modem以及Lan遠端管理伺服器，並加強了安全、VLAN 和刀鋒伺服器的支援性。
2014年2月11日，發表了v2.0 revision 1.1, 增加了IPv6的支持。

## 特性
IPMI獨立於作業系統外自行運作，並容許管理者即使在缺少作業系統或系統管理軟體、或受監控的系統關機但有接電源的情況下仍能遠端管理系統。IPMI也能在作業系統啟動後活動，與系統管理功能一併使用時還能提供加強功能，IPMI只定義架構和介面格式成為標準，詳細實作可能會有所不同。
IPMI 1.5版和之後的版本能透過直接串接、區域網路、或Serial over LAN到遠端送出警報，系統管理員能使用IPMI訊息去查詢平台狀態、查看硬體的日誌、或透過相同連線從遠端控制台發出其他要求，這個標準也為系統定義了一個警報機制送出簡單網路管理協定(SNMP) 平台事件圈套(PET, Platform Event Trap)。

## 組成

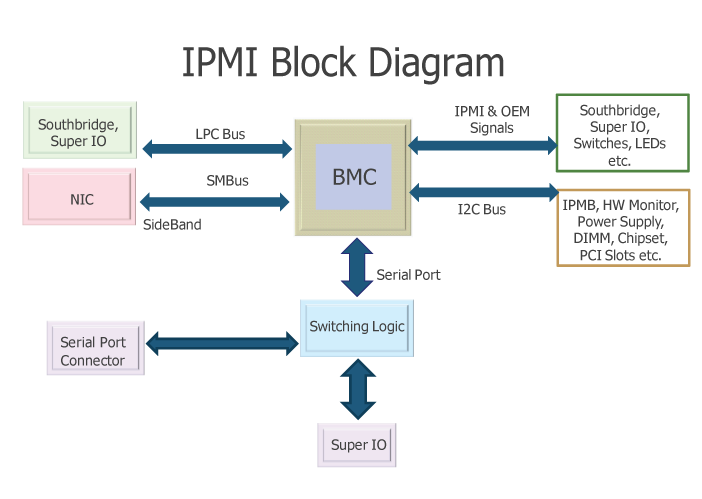
Baseboard Management Controller 介面

IPMI包含了一個以 基板管理控制器(BMC) 為主的控制器和其他分佈在不同系統模組（被稱為「衛星」控制器）的管理控制器，衛星控制器包含了相同的架構透過IPMB(Intelligent Platform Management Bus/Bridge) - 一個I²C (Inter-Integrated Circuit)加強實作的系統介面連結到基板管理控制器(BMC)，基板管理控制器(BMC) 也能與 遠端管理控制協定(RMCP) - 一個在此規格內的特殊有線協定一同被管理。
一個 實地替換單元(FRU) 擁有可替換設備的詳細清單（如：供應者ID、製造商），一個 感應器資料記錄(SDR) 則記錄了板上個別感應器提供的屬性資料，例如：板上可能包含了感應溫度、風扇速、電流的感應器。

## 版本歷史[1]
IPMI的標準規範的演進如下:
- v1.0在1998年9月16日公布，其為原始版本
- v1.5於2001年2月21日發行，新增 串口共享 (Serial Port Sharing) ，通过串口/调制解调器的 IPMI (IPMI over Serial/Modem) 和 局域网消息与警报 (LAN  Messaging and Alerting) 三种功能。
- v2.0在2004年2月12日發行，新增 通过局域网的串口 (Serial over LAN) ， 增强型认证 (Enhanced Authentication) ， 支持加密 (Encryption Support) ， 固件防火墙 (Firmware Firewall) 和 VLAN 支持 (VLAN Support) 五种功能。
- v2.0 Rev1.1版在2013年10月1日發布，支持 IPv6 ，修复错误并改进了文档。

## 外部連結
- GNU FreeIPMI（页面存档备份，存于）
- http://openipmi.sourceforge.net（页面存档备份，存于）
- A Comparison of common IPMI Software open-source projects（页面存档备份，存于）
- coreIPM Project（页面存档备份，存于） - Firmware for IPMI baseboard management (open source)
- DCMI（页面存档备份，存于） - an extension to IPMI 2.0 designed for large data centres
- Intel IPMI Home Website（页面存档备份，存于）
- ipmiutil（页面存档备份，存于）
- IPMItool
- OpenIPMI
- SuperMicro IPMI Client web download（页面存档备份，存于）
- SuperMicro IPMI Client ftp download[永久]

1. ↑   (PDF).   [2021-05-22]. （原始内容 (pdf)存档于2016-03-27） （英语）.